# 东北双盖蕨
东北双盖蕨（学名：Diplazium taquetii）也称东北短肠蕨，为蹄盖蕨科双盖蕨属下的一个种。